# فولفغانغ إيفال
فولفغانغ إيفال (بالألمانية: Wolfgang Ewald)‏ هو طيار ألماني، ولد في 26 مارس 1911 في هامبورغ في ألمانيا، وتوفي في 24 فبراير 1995 في ليونبرغ في ألمانيا.